# Erkel László
Erkel László (Buda, 1845. április 9. – Pozsony, 1896. december 3.) zongoraművész, karnagy; Erkel Ferenc fia, Adler György egyházkarnagy unokája. A magyar zenetörténetbe nevét elsősorban mint Bartók Béla zongora- és összhangzattan-tanára írta be.

## Élete
Erkel Ferenc és Adler Adél harmadik gyermekeként született, ám bátyjainál kevesebb zeneszerzői tehetséget örökölt. Iskoláit Pesten végezte, majd mikor szülei 1860-ban elváltak, apja csak őt és korán elhalt Ferenc (†1863) nevű testvérét küldte anyjával Gyulára, Erkel Ferenc Rezső nevű, orvos testvéréhez. Itt virtuóz zongorista édesanyjától, Adler Adéltól és apai nagybátyjától, Erkel Nepomuk Jánostól tanult, 1867-től ugyanitt a Magándalkör vezető karnagya lett. 1867-ben Aradon, 1868-ban Debrecenben kapott dicséretet az ottani dalosversenyeken. 1871-ben költözött Pozsonyba. Itt a Pozsonyi Magyar Dalkört vezette 1881-ig. 1892–1893 között Bartók Béla zongoratanára volt.